# Tuberoinfundibularni put
Tuberoinfundibularni put je populacija dopaminskih neurona u arkuatnom jezgru (lat. nucleus arcuatus hypothalami) mezokortikalnog hipotalamusa ('tuberalni region') koji formiraju projekciju na infundibularni region (lat. eminentia mediana hypothalami). To je jedan od četiri glavna dopaminska puta u mozgu. Oslobađanje dopamina na tom mestu reguliše izlučivanje prolaktina iz prednje hipofizne žlezde.
Neki antipsihotički lekovi blokiraju dopamin u tuberoinfundibularnom putu, što može da uzrokuje povišenje nivoa prolaktina u krvi (hiperprolaktinemia). Moguće posledice su abnormalna laktacija, poremećaji menstrualnog ciklusa, problemi vida, glavobolja i seksualna disfunkcija.

## Drugi dopaminski putevi
Drugi glavni dopaminski putevi su:
- Mezokortikalni put
- Mezolimbični put
- Nigrostriatalni put

## Literatura
- Rippe, James M.; Irwin, Richard S. (2008). Irwin and Rippe's intensive care medicine. Philadelphia: Wolters Kluwer Health / Lippincott Williams & Wilkins. ISBN 978-0-7817-9153-3.
- Goldman, Howard H. (2000). Review of general psychiatry. New York: Lange Medical Books/McGraw-Hill, Medical Pub. Division. ISBN 978-0-8385-8434-7.

## Spoljašnje veze
- ancil-745
- Dijagram